# Uhrmacherschule Furtwangen
Die Uhrmacherschule in Furtwangen im Schwarzwald im Schwarzwald-Baar-Kreis ist die älteste derartige Schule in Deutschland. Sie trug wesentlich zur Entwicklung der Uhrenindustrie im Schwarzwald bei und bildet bis heute Uhrmacher aus.

## Gründung
Im Jahr 1850 wollte die Regierung des Großherzogtum Baden das „Armenhaus“ im hohen Schwarzwald unterstützen. Da es im Schwarzwald rund um Furtwangen viele Bauern und Handwerker gab, die sich während der langen Winter als Uhrmacher betätigten, sollte durch eine bessere Ausbildung deren Absatzchancen auf dem Markt verbessert werden.
Beauftragt von der Regierung in Karlsruhe gründete dann 1850 der junge Ingenieur Robert Gerwig in Furtwangen die erste deutsche Uhrmacherschule.

## Das Uhrenmuseum entsteht
Bereits nach zwei Jahren begründete Robert Gerwig an der Schule eine Lehrsammlung mit Uhren, wozu er in einem Aufruf in der ganzen Region Uhren sammelte. Aus dieser Sammlung, die bald öffentlich zugänglich gemacht wurde, entwickelte sich dann das Deutsche Uhrenmuseum, das heute die größte deutsche Uhrensammlung darstellt. Das Uhrenmuseum ist Teil der Hochschule Furtwangen und damit ein direkter Nachfolger der Uhrmacherschule.

## Die Kuckucksuhr
Aus der Uhrmacherschule stammt auch die Schwarzwälder Kuckucksuhr in der heutigen Form. Im Schwarzwald wurden die ersten Kuckucksuhren seit der Mitte des 18. Jahrhunderts hergestellt. Um der Uhrenproduktion in und um Furtwangen zu mehr Absatz zu verhelfen, veranstaltete Schulleiter Robert Gerwig 1850 einen Wettbewerb: er rief die „vaterländischen Künstler“ im ganzen Großherzogtum Baden auf, einen Entwurf für ein neues Uhrengehäuse für die Kuckucksuhr zu entwerfen. 

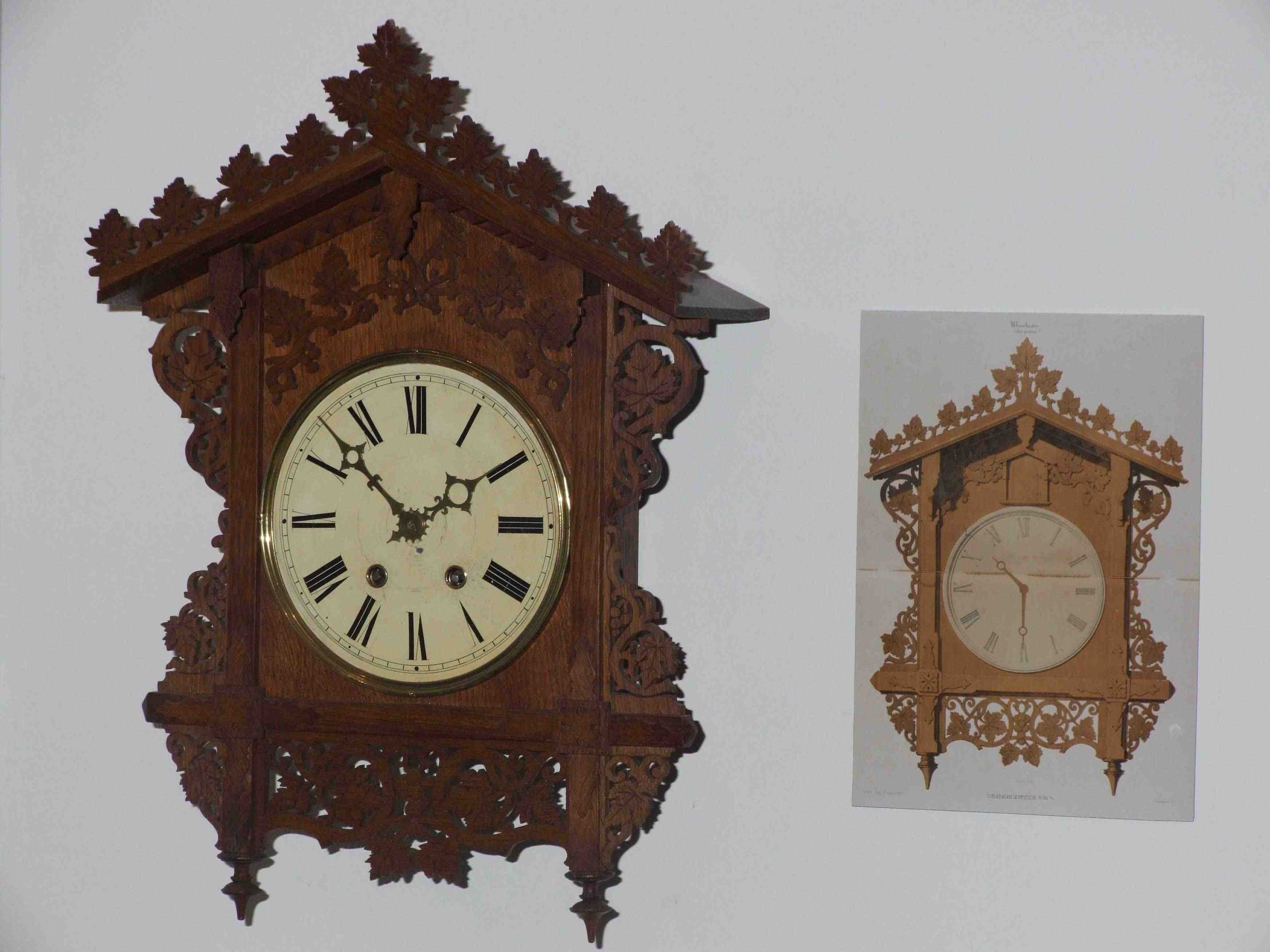
Bahnhäusleuhr von 1854 mit Originalvorlage von Eisenlohr

 Architekt Friedrich Eisenlohr reichte dann einen Entwurf ein, der sich an seinen Plänen für die Bahnwärterhäuschen der Badischen Staatsbahn orientierte: Die so genannte Bahnhäusleuhr wurde zum Renner und zur Grundlage für alle Kuckucksuhren der letzten 150 Jahre: Das Häuschen blieb fast unverändert, geändert hat sich nur das Dekor. So wurden Furtwangen und die umliegenden Orte durch die Uhrmacherschule bis heute zum Zentrum für die Produktion der „original Schwarzwälder Kuckucksuhr“.

## Weitere Entwicklung
Mit einigem Auf und Ab entwickelte sich die Schule immer weiter. Ein paar Jahre war sie sogar geschlossen, da sich die Situation in der Uhrmacherei verbessert hatte. Ende des 19. Jahrhunderts begann man neben der Uhrmacherei auch Elektromechanik und Feinmechanik zu unterrichten. In den 1920er Jahren kam noch die Funktechnik dazu. Die Schule trug somit wesentlich dazu bei, dass sich die Industrie in Furtwangen mit entsprechend qualifizierten Facharbeitern weiterentwickeln konnte.

## Teilung der Schule
Nach dem Zweiten Weltkrieg wurde die Uhrmacherschule in zwei Zweige aufgeteilt. Beide Zweige lassen sich damit direkt auf die Uhrmacherschule von Robert Gerwig 1850 zurückführen.

### Die Fachhochschule
Der eine Zweig war die Ingenieurschule. Hier spielte von der Uhrmacherei kommend natürlich die Feinmechanik eine wesentliche Rolle. Die Ingenieurschule entwickelte sich dann weiter zur Fachhochschule Furtwangen, die heute Hochschule Furtwangen University (HFU) heißt.

### Die Berufsfachschule
Der zweite Zweig war eine Berufsfachschule, die sich dann zu einem beruflichen Schulzentrum weiterentwickelte, der Robert-Gerwig-Schule. Hier finden sich gewerbliche und wirtschaftliche Schulzweige oder auch ein technisches und ein Wirtschafts-Gymnasium. Aber eben immer noch die Berufsfachschule, wo man im Vollzeitunterricht in rund drei Jahren die Ausbildung zum Uhrmacher machen kann. Weitere Ausbildungsberufe sind Feinwerkmechaniker, Systemelektroniker und Technische Produktdesigner.